# ريفالدو باربوسا دي سوزا
ريفالدو باربوسا دي سوزا (بالبرتغالية: Rivaldo Barbosa de Souza‏) هو لاعب كرة قدم برازيلي في مركز الوسط، ولد في 25 أغسطس 1985 في Salgadinho, Pernambuco ‏ في البرازيل. لعب مع نادي أفاي لكرة القدم ونادي استقلال طهران ونادي بالميراس ونادي باهيا ونادي سانتوس ونادي سبورت ريسيفه ونادي سي آر بي ونادي غواراني ونادي فادوتس ونادي فيغورينسي.

## وصلات خارجية
- ريفالدو باربوسا دي سوزا على موقع قاعدة بيانات كرة القدم.إي يو (الإنجليزية)
- ريفالدو باربوسا دي سوزا على موقع Soccerway.com (الإنجليزية)